# Dorothea Seror
 (mai 2020).
Dorothea Seror (née le 1er novembre 1961 à Munich) est une artiste contemporaine allemande, spécialisée dans la performance et l'installation.

## Biographie
Seror est l'une des quatre enfants d'une famille de la classe moyenne du quartier d'Obermenzing. Après ses études, elle fait un tour du monde, qu'elle finance par des petits boulots. Après de nombreux arrêts, elle s'installe à Haïfa, où elle tient une épicerie et se consacre à la peinture. De retour en Allemagne, elle a trois enfants. Elle intensifie ses études autodidactes dans le domaine de son activité artistique. Ses photos sont présentées dans des expositions de petites galeries. Parallèlement, elle étudie l'histoire de l'art, l'anglais et la culture juive à l'université Louis-et-Maximilien de Munich.
Seror étudie la peinture et le graphisme avec Robin Page à l'académie des beaux-arts de Munich et crée des œuvres de performance. Déjà étudiante, elle provoque une série de polémiques, par exemple lorsqu'elle décrit ses examinateurs comme des organes génitaux, ou détourne le blason de la ville d'Isen en une Mélusine érotique. Une plainte déposée par la ville d'Isen pour diffamation de son emblème est rejetée par l'Oberlandesgericht de Munich.
À partir de 2001, elle a travaillé comme professeur d'art au gymnasium de Tutzing. En 2006, elle abandonne cette profession pour travailler comme artiste indépendante. Dans le même temps, elle accepte un poste d'enseignante de la performance à l'académie des beaux-arts de Munich. De nombreux voyages l'amènent dans les Caraïbes, la Gambie, le Burkina Faso, la Côte d'Ivoire ainsi qu'aux États-Unis et dans de nombreux pays d'Europe, elle y développe notamment la performance dans la danse. Elle danse dans des ensembles et travaille sur de nombreux projets du danseur et chorégraphe Felix Rückert. Elle fonde de nombreux groupes d'artistes, dont SaDo (1995 avec Saba Bussmann), apfel ypsilon (2005 avec Saba Bussmann, Manuela Hartel, Aleksandar Spasoski) et White Market (2009 avec Claudia Kappenberg).
En 2012, Seror reçoit une bourse de la ville de Munich pour la recherche sur les images corporelles inclusives. Depuis 2011, participe au développement des "Kreativqurtiers München". Depuis 2014, elle est commissaire de l'espace de performance break through et crée le groupe interdisciplinaire Zona Libre (partage de nourriture, permaculture, agriculture solidaire, projets artistiques, etc.).
En tant qu'artiste solo, elle est invitée à des biennales internationales à Enschede aux Pays-Bas et Lagos au Nigéria. Elle participe à des festivals internationaux de la performance en Israël, en Suède, en Italie, en France et en Chine et fait des séjours d'artistes en résidence au Danemark, en Angleterre, aux Pays-Bas, en Allemagne, en France, en Israël et dans d'autres pays.